# Ministère de l'Enseignement supérieur et de la Recherche (Niger)
Pour les articles homonymes, voir Ministère de l'Enseignement supérieur et de la Recherche.
Le Ministère de l'Enseignement supérieur et de la Recherche  (MESR) est le département ministériel du gouvernement Nigérien chargé de la mise en œuvre de la politique du gouvernement dans les domaines de l’enseignement supérieur et de la recherche scientifique,. Situé sur Avenue des Ministères à proximité du Ministère du Plan. Il est dirigé par un ministre, membre du gouvernement Nigérien.

## Historique
Anciennement appelé Ministère de l’Enseignement Supérieur, de la Recherche et de l'Innovation (MESR/I), ce ministère a changé d’appellation pour prendre la dénomination de Ministère de l'Enseignement supérieur et de la Recherche à partir du 07 avril 2021.